# 谷口恒二

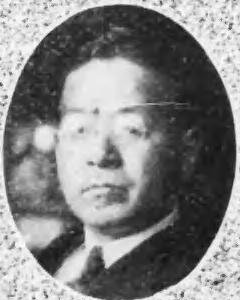
谷口恒二

谷口 恒二（たにぐち つねじ、1894年（明治27年）6月18日 - 1945年（昭和20年）5月26日）は、日本の大蔵官僚。大蔵次官、日本銀行副総裁。

## 略歴
- 1894年（明治27年）6月18日：東京府東京市本郷区駒込千駄木町（現・東京都文京区千駄木）で出生。旧制北野中学（現・大阪府立北野高校）卒業、旧制第一高等学校卒業。
- 1919年（大正8年）7月：東京帝国大学法科大学政治科卒業
- 同年同月：大蔵省臨時調査局属
- 1920年（大正9年）5月：大蔵属、主税局勤務
- 同年11月：任・司税官、叙・高等官八等、大津税務署長
- 同年12月：従七位
- 1921年（大正10年）9月：任・税関事務官、叙・高等官七等、門司税関在勤
- 同年6月：陞叙・高等官六等
- 同年8月：正七位
- 1923年（大正12年）4月：長崎税関監視部長
- 1924年（大正13年）6月：：陞叙・高等官五等
- 同年9月：叙・従六位
- 同年12月：任・税関事務官、叙・高等官五等、長崎税関監視部長兼港務部長
- 1926年（大正15年）12月：陞叙・高等官四等
- 1927年（昭和2年）2月：正六位
- 1928年（昭和3年）1月：横浜税関在勤、大蔵事務官兼任、叙・高等官四等、主税局在勤
- 同年10月：欧米各国へ出張
- 1929年（昭和4年）12月：陞叙・高等官三等
- 1930年（昭和5年）2月：従五位
- 1932年（昭和7年）4月：勲六等瑞宝章
- 同年12月：任・大蔵書記官、叙・高等官三等、主税局在勤、フランス政府よりレジオンドヌール勲章オフィシエを受ける（日本国及びインドシナ（フランス領インドシナ）間通商協定の締結に従事したため）
- 1934年（昭和9年）2月：主税局関税課長
- 同年3月：満洲国皇帝より建国功労章を受ける
- 同年4月：昭和六年乃至九年事変従軍記章を受ける、昭和六年乃至九年事変（満洲事変・第一次上海事変）に於ける功により勲五等瑞宝章及び金350円を授け賜う
- 同年12月：大蔵大臣秘書官を兼任、大臣官房秘書課長兼務
- 1935年（昭和10年）3月：正五位
- 同年9月：満洲国皇帝より満洲帝国皇帝訪日記念章を受ける
- 1936年（昭和11年）8月：大臣官房文書課長、資源局事務官
- 同年11月：営繕管財局理事を兼任、叙・高等官二等
- 1937年（昭和12年）1月：勲四等瑞宝章
- 同年3月：任・大蔵省主計局長、内閣東北局参与、資源局参与
- 同年11月：企画院参与
- 1939年（昭和14年）11月：陞叙・高等官一等
- 同年12月：従四位
- 1940年（昭和15年）1月：勲三等瑞宝章
- 同年4月：支那事変に於ける功により勲三等旭日中綬章及び金2,800円を授け賜う
- 1941年（昭和16年）4月：技術院参与
- 同年5月：満洲国政府より銀杯（組）を受ける
- 同年7月：任・預金部長官、叙・高等官一等、任・大蔵次官兼預金部長官
- 1943年（昭和18年）8月：中華民国政府（汪兆銘政権）より二級同光勲章を受ける
- 1944年（昭和19年）3月：依願免本官
- 同年同月：日本銀行副総裁
- 同年4月10日：特旨を以て叙・正四位
- 1945年（昭和20年）5月26日：前夜からの空襲（東京大空襲）により死去
- 同年8月8日：同年5月26日付で従三位を追贈

## 栄典
- 1940年（昭和15年）8月15日 - 紀元二千六百年祝典記念章[1]